# Allium flavidum
Allium flavidum är en amaryllisväxtart som beskrevs av Carl Friedrich von Ledebour. Allium flavidum ingår i släktet lökar, och familjen amaryllisväxter. Inga underarter finns listade i Catalogue of Life.